# Haras national de Tarbes

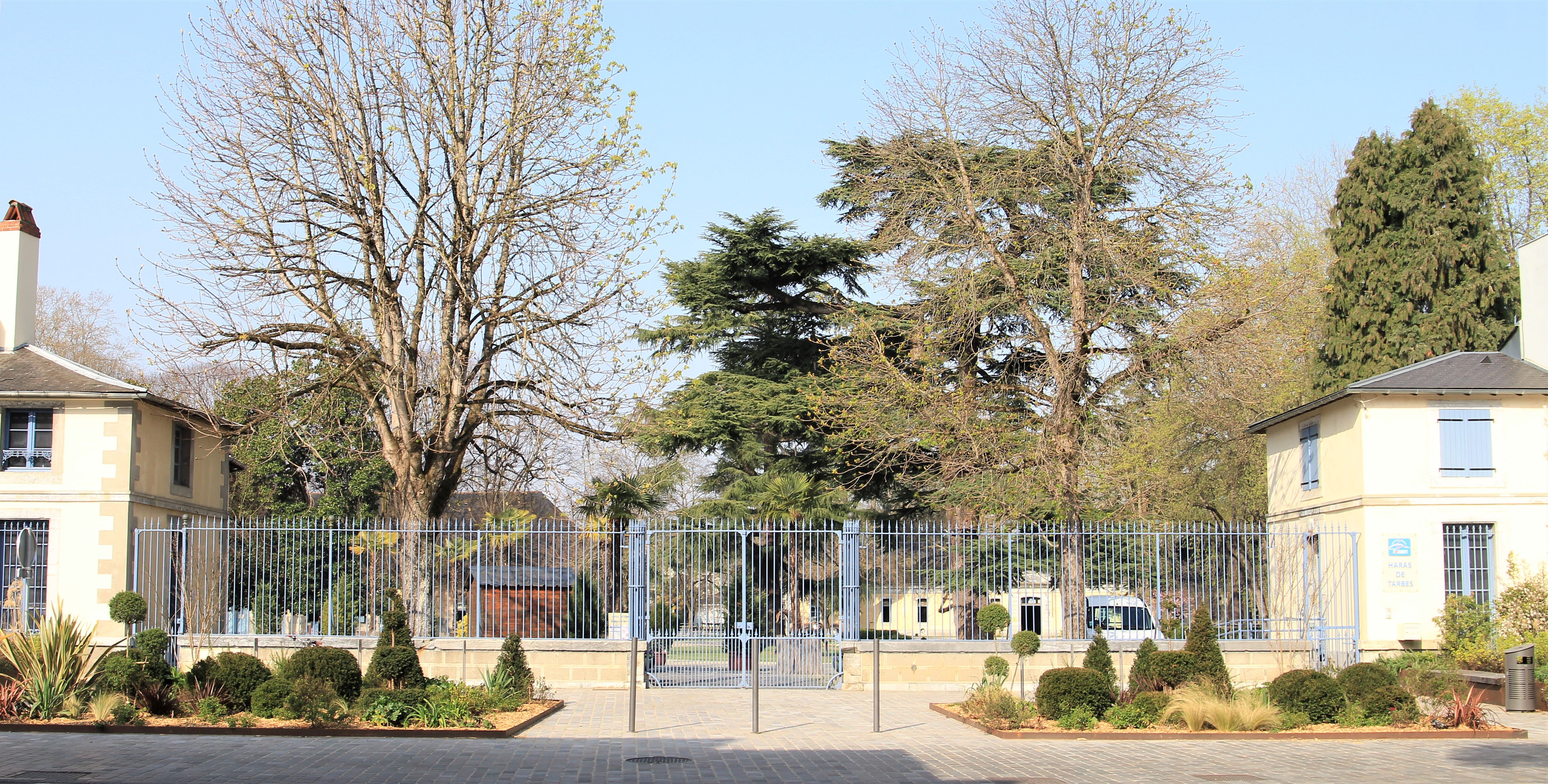
L'entrée principale (rue du Régiment-de-Bigorre).

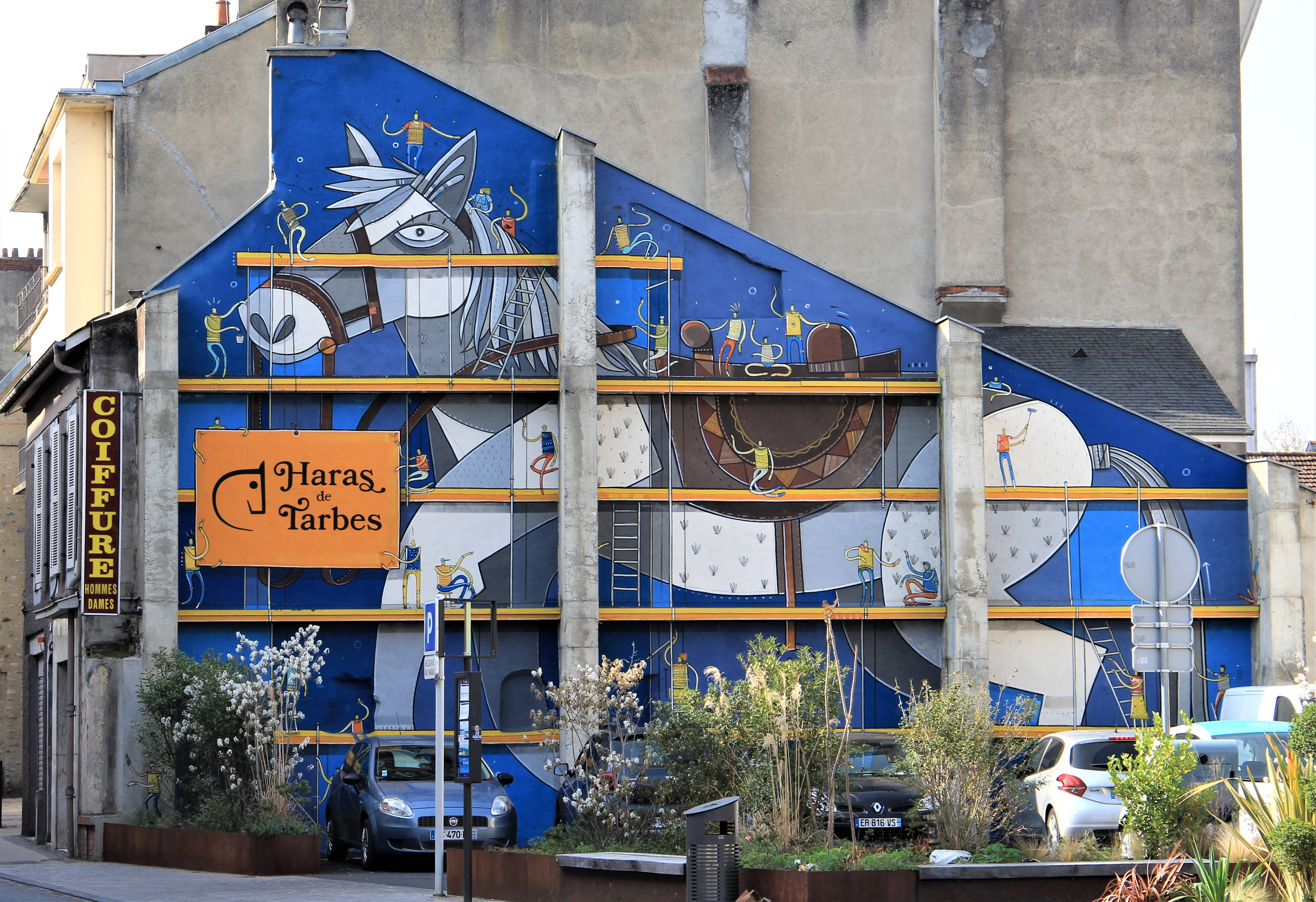
La fresque.

Le Haras de Tarbes est, jusqu'en 2016, l'un des Haras nationaux français. Créé en 1806 sous Napoléon Ier, il donne naissance au meilleur cheval d'armes européen, le cheval navarrin, issu d'un croisement entre la race indigène, la race anglaise, et des étalons arabes importés d'Orient au XIXe siècle.
L'élevage actuel est orienté vers les chevaux de compétition.

## Histoire
En France sous Louis XIV, Colbert souhaite développer l’élevage afin de freiner les dépenses occasionnées par l’achat de chevaux à l’étranger. C’est en 1665 que Colbert signe le décret annonçant la création des haras. Les haras, d’abord royaux, se voient supprimés par la Constituante (1790) après la Révolution (dénoncés dans les cahiers de doléances). Il faudra attendre Napoléon 1er pour rouvrir les haras, qui deviennent alors « haras impériaux ». C’est donc dès 1806 que Tarbes est gratifiée d’un haras, qui tout d’abord siège à l’ancien séminaire de la ville pour être ensuite implanté sur son site actuel (les Salles d’Ancizan).Tout au long du XIXe siècle, les architectes se succèdent et dotent le haras de différents bâtiments qui forment encore à ce jour un ensemble harmonieux, fortement imprégné du style Empire.
En novembre 2015, l'IFCE annonce que ce haras sera mis en vente en janvier 2016, faute d'avoir développé des activités pérennes. Le 19 juillet 2016, la mairie de Tarbes a racheté le haras pour 2 millions d'euros.

## Missions
Le Haras national de Tarbes est le berceau de race de l’Anglo-arabe français, cheval de course ou de sport. Le haras détient aussi des Pur-sang arabes, poney landais, Mérens, Trait breton et Comtois.

## Localisation
Le haras est situé dans le quartier de la Gespe à Tarbes (canton de Tarbes 3), département des Hautes-Pyrénées en région Occitanie.

## Parcs et installations
La maréchalerie, restaurée en 1999, est fonctionnelle. Elle dispose de deux zones de ferrage, l’une adaptée aux chevaux légers, l’autre aux chevaux lourds. Sur la première zone, on attache le cheval au mur par l’intermédiaire d’un licol, le maréchal fait ensuite appel à un aide, qui maintient le pied du cheval tandis qu’il opère : c’est le ferrage à la française.Sur la deuxième zone, on utilise un appareil appelé « travail ou métier », uniquement destiné au ferrage des chevaux de trait. Les deux zones sont recouvertes de pavés de bois afin d’éviter aux chevaux de glisser, mais ils s’avèrent aussi très utiles lorsqu'un cheval impatient se met à gratter énergiquement le sol, détériorant de ce fait le travail du maréchal (quand ce dernier vient de parer le pied).
L'Écurie Devèze est la plus ancienne du haras.  Elle sert occasionnellement pour le dépôt momentané (la journée) de chevaux de passage. C’est le seul bâtiment qui ne soit pas restauré.
L'Écurie Artigala date du milieu du XIXe siècle. Bâtisse rustique, elle dispose d'une architecture particulière. Elle se divise en deux parties, l’une avec les portes des box qui donnent directement à l’extérieur, derrière l’autre partie, possède une avancée qui permet de s’occuper du cheval dans les meilleures conditions. L'Écurie Larrieu est la plus récente du haras puisqu'elle fut construite, à la fin du XIXe siècle. Ces boxes quoique récents, respectent le style d’origine. Ils sont faits en chêne massif, et sont équipés d’abreuvoirs automatiques, de mangeoires en marbre, et sont chacun dotés d’une trappe.
D'autres écuries se trouvent au nord du parc du Haras.
Le haras accueille chaque année un concours de saut d’obstacle (cycle classique) réservé aux jeunes chevaux, et un national 1 pour les meilleurs cavaliers de 1re catégorie.
La carrière est le lieu le plus utilisé pour le travail quotidien des étalons. En extérieur, vaste et doté d’un sol favorable à la pratique de l’équitation même par un mauvais temps (le sable ne glisse pas, même mouillé), il est souvent préféré au manège.
Le manège est un bâtiment conçu pour l’équitation, sécurisant car clos, il permet de monter à cheval par très mauvais temps mais aussi de travailler les chevaux en longe ou encore en liberté
Les allées cavalières sillonnent le parc du haras permettant aux attelages de circuler et également aux cavaliers de se promener sur le site. Il n’est donc pas nécessaire de sortir de l’enceinte du haras pour distraire les chevaux.
L’unité de Reproduction, en activité toute l’année, renferme tous les équipements nécessaires à la mise en place des dernières méthodes de reproduction. Deux techniques de fécondations sont a monte en saillie et l’insémination artificielle
La Maison du Cheval,  finie en 1820, est au départ un manège. Puis, cet édifice a été aménagé en écurie à la fin du XIXe siècle. Deux très belles salles sont à disposition des visiteurs. À l’étage, un domaine de 167 m2 est consacré à la culture sous forme d’exposition. Au rez-de-chaussée, dans un cadre ludique et pédagogique, la surface a été aménagée sous forme de complément à la visite du Haras. La maison du Cheval est un lien entre le monde équestre et les hommes. C’est une agora moderne.
La Sellerie d’Honneur, construite en 1823, accueille des harnachements, des selles d’époque, des bricoles et autres accessoires servant à la monte des chevaux. C'est un voyage au milieu des odeurs de cuir et de bois.

## Le futur du haras
Racheté par la famille Saint-Marc le 19 juillet 1969 pour l’équivalent de 40 millions d'euros, le haras va bénéficier d'un programme de 5 millions d'euros d'investissement sur 4 ans.
En septembre 2016, le 1er régiment de hussards parachutistes va y installer un club équestre militaire qui comptera une trentaine de chevaux et du personnel militaire. Les bâtiments historiques vont être rénovés, un maréchal-ferrant et une sellière-harnacheuse vont s'installer également. L'ancienne maison du directeur surnommée le "château" accueillera un restaurant gastronomique. La mairie envisage de développer des activités pédagogiques à destination des enfants notamment. Un projet d'activité d'équithérapie devrait être développé, basée sur le bien-être des chevaux par l'ostéopathie, une médecine de remise en forme pour les chevaux.
À l'instar du célèbre jardin Massey, le "Parc du Haras" est entièrement clôturé et possède des arbres bicentenaires, des espaces verts entretenus et fleuris. Grâce à une position très centrale, le haras pourrait devenir un des jardins publics préférés des Tarbais. Les deux entrées actuelles (rue du Régiment de Bigorre et chemin de Mauhourat) pourront être complétées par un accès depuis la promenade du Pradeau permettant un échange avec le quartier de la Sède et le cours de Reffye.

Galerie
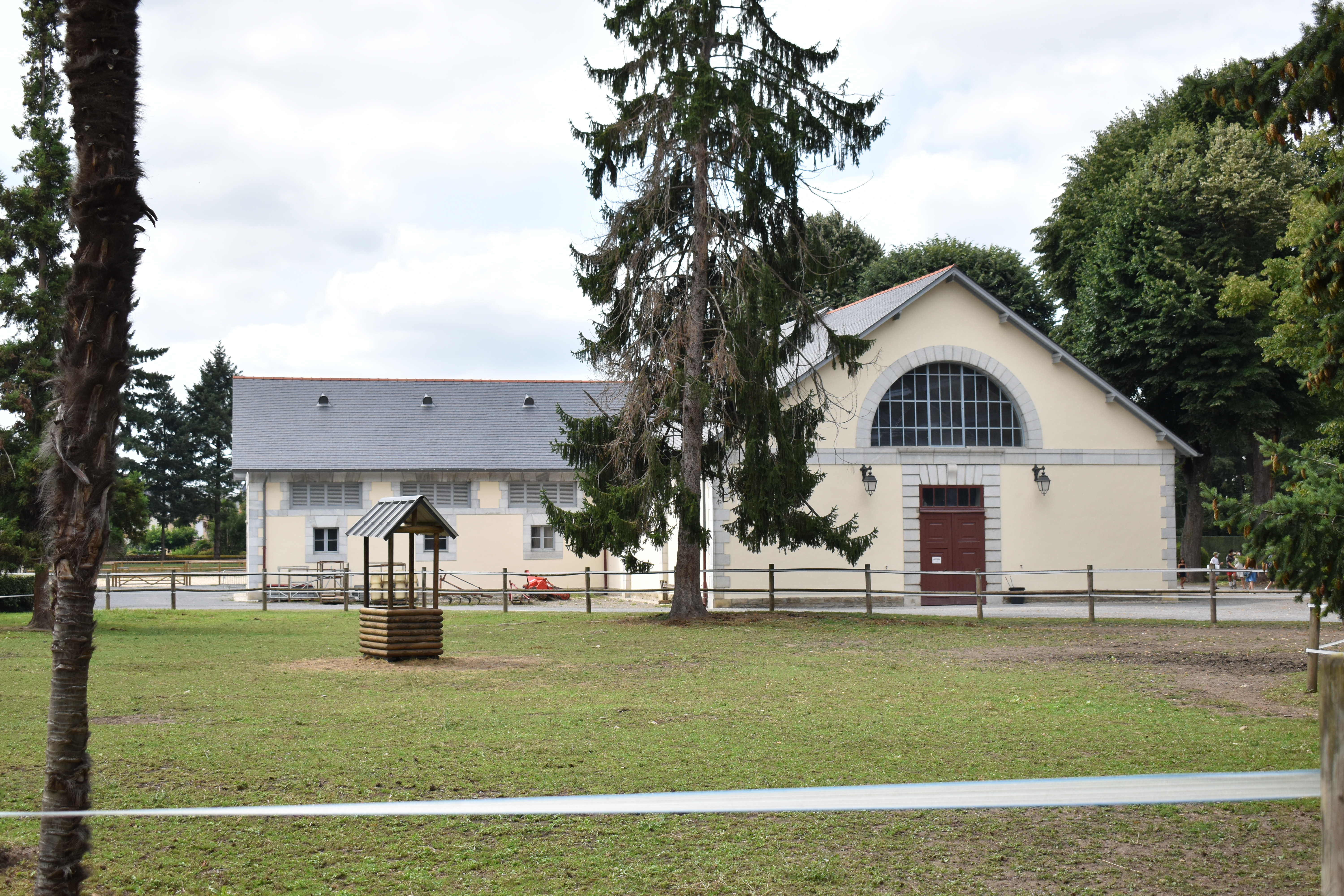
Le manège.
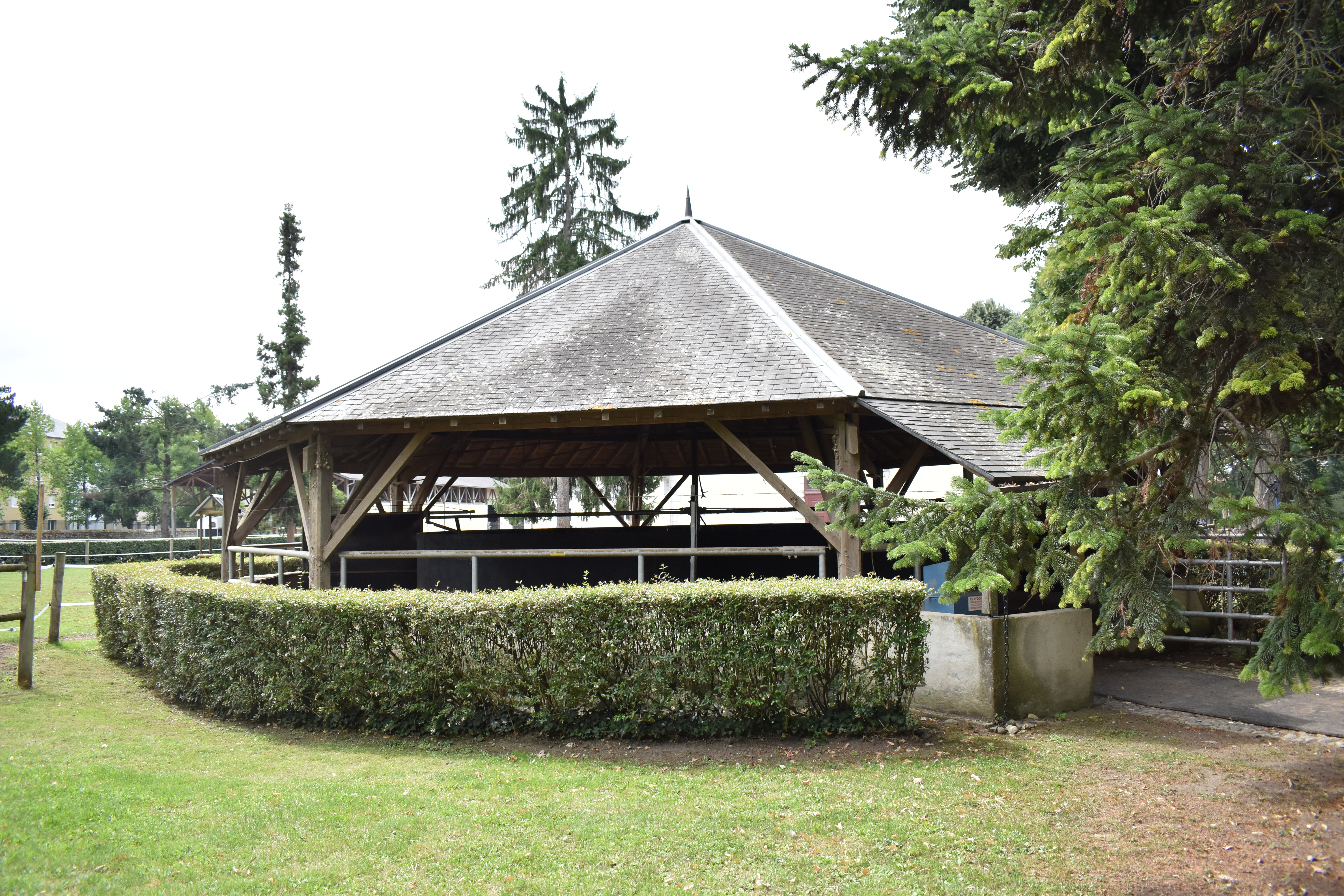
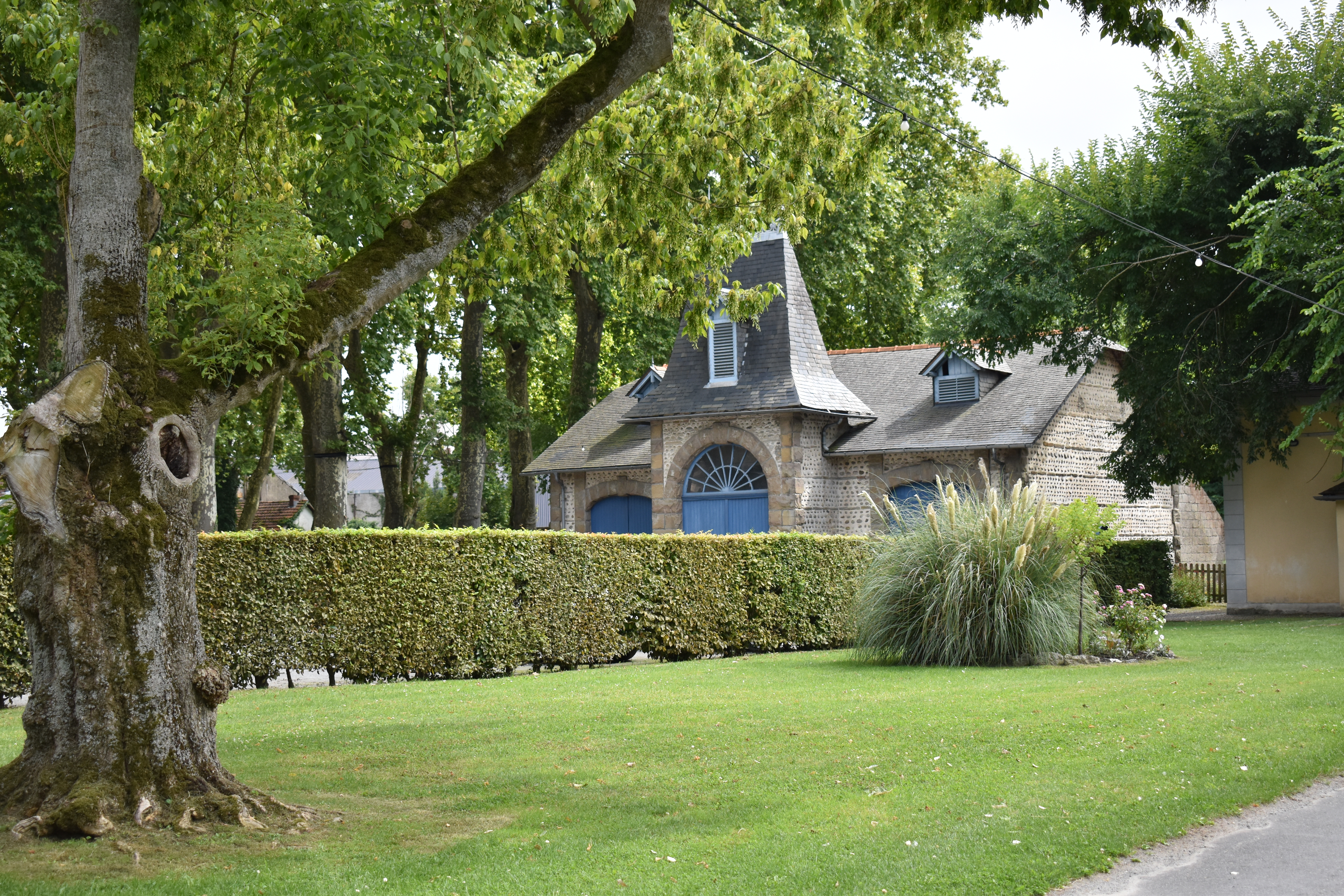
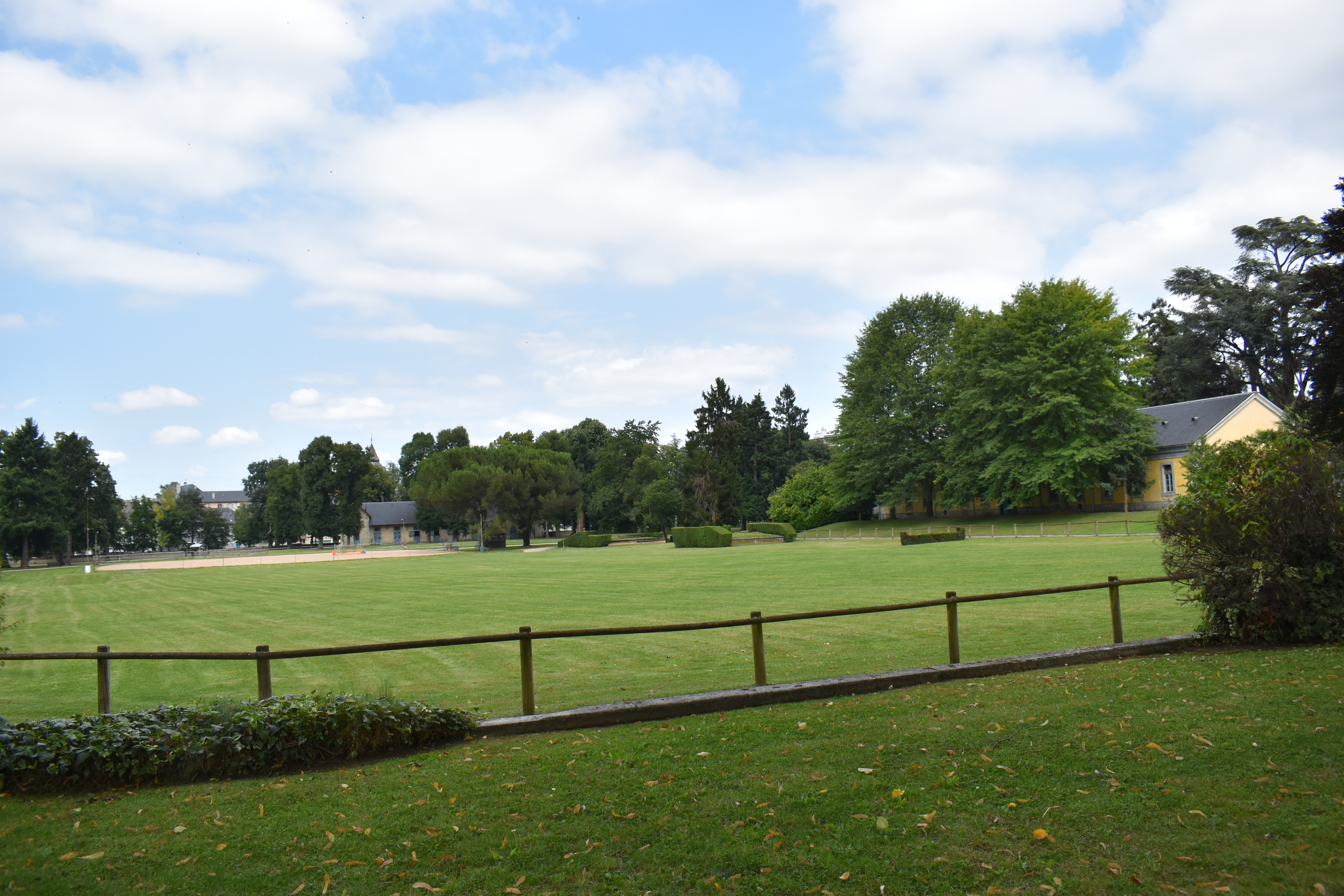